# Fanedanu Sibohou
Fanedanu Sibohou is een bestuurslaag in het regentschap Nias Selatan van de provincie Noord-Sumatra, Indonesië. Fanedanu Sibohou telt 992 inwoners (volkstelling 2010).